# Das große Wasser
Das große Wasser ist ein Kinderbuch von Rainer Sacher, das von ihm geschrieben und illustriert wurde. Die Idee stammt von Alfred Könner.
Das Buch erschien 1983 in der ersten Auflage im Altberliner Verlag in der Schlüsselbuch-Reihe. Neben Wasser überall ist es das zweite Buch Sachers, das sich mit dem Thema Wasser beschäftigt.

## Inhalt
In dem Buch wird das Meer vorgestellt. Auf sechs Doppelseiten in Form eines Wimmelbildes werden ein großer Hafen, eine Meereslandschaft mit Bade- und Arbeitsszenen, Hochseefischerei, Lebewesen des Meeres und der Tiefsee sowie die Erforschung des Meeres gezeigt. Auf die illustrierten Doppelseiten folgt jeweils eine Doppelseite, auf der mit weiteren kleinen beschrifteten Bildern das Thema weitergehend vorgestellt wird. Zusätzlich wird das Gezeigte erläutert.  
Auf den beiden Buchdeckelinnenseiten werden Meeresfische gezeigt und benannt.